# Orchiectomie
 (juillet 2022).
Si vous disposez d'ouvrages ou d'articles de référence ou si vous connaissez des sites web de qualité traitant du thème abordé ici, merci de compléter l'article en donnant les références utiles à sa vérifiabilité et en les liant à la section « Notes et références ».
Ne doit pas être confondu avec castration.
L'orchiectomie ou orchidectomie est l'amputation chirurgicale d'un ou des deux testicules. Cette ablation peut être médicalement requise à des fins thérapeutiques. C'est une intervention commune dans le traitement du cancer du testicule, du cancer de la prostate et dans le cadre d'une transition de genre. 

Schéma des incisions dans une orchiectomie

## Histoire
Le terme vient du grec ancien ὄρχις, orkhis, « testicule » et ἐκτομή, ektomḗ, « coupe ».
La castration humaine paraît un acte « barbare » que les Grecs ne pratiquent que forcés. En revanche ils procèdent de façon régulière à la castration animale à des fins économiques sur les espèces domestiques (oiseaux de basse-cour, bœufs, béliers, etc.) ou des populations semi-domestiques (cerfs) le plus souvent sur des individus mâles, mais également sur des femelles, et Aristote décrit minutieusement l’orchidectomie des jeunes taureaux et l’ovariectomie des truies.

## Procédure
L'acte chirurgicale, qui est simple, peut se faire sous anesthésie locorégionale ou générale. Chez l'humain, le chirurgien, souvent un urologue, fait simplement une incision de quelques centimètres au-dessus du pénis (petite cicatrice d'environ 4 à 5 cm au niveau de l'aine) et coupe le canal qui relie le testicule et vide la bourse du testicule. La bourse reste bien présente et le patient peut parfois sortir de l'hôpital le jour même après l'opération. Une prothèse peut être placée immédiatement ou quelques mois après l'opération afin de garder la symétrie avec l'autre testicule. 

## Indication
L'orchidectomie d'un testicule est indiquée dans les cas suivants : 
- pour le traitement et la confirmation d'un cancer du testicule[3],
- pour la manipulation hormonale dans le cas d'un cancer de la prostate avancé[3],
- dans le cadre d'une  chirurgie de réattribution sexuelle pour les femmes trans [4],[5],
- suite à une torsion testiculaire prise en charge tardivement[6],
- en cas de traumatisme testiculaire.

## Complications
La plupart des complications se résolvent toutes seules ou avec le suivi post-opératoires telles que : les douleurs post-opératoires (60% initialement, et 1,8% après un an), infections ou hématomes ou hématocèles.
Les blessures au nerf ilio-inguinal sont rares, mais plus fréquentes chez les patients ayant subis une chirurgie inguinale antérieure (suite généralement à une hernie ou un testicule non descendu). Ces dernières peuvent donner lieu à des engourdissements et des douleurs chroniques.
L'orchiectomie peut avoir pour conséquence un syndrome du testicule fantôme, qui n'est qu'un cas de membre fantôme. Cela concerne 40 à 50% des patients. Dans 25% des patients, ce syndrome donne lieu à des douleurs. Et dans environ 25% des cas, ce syndrome est chronique,.